# Departamento de Groumdji
Guidan Roumdji o Groumdji es un departamento situado en la región de Maradi, de Níger. En diciembre de 2012 presentaba una población censada de 523 717 habitantes. Está formado por las siguientes comunas o municipios, que se muestran asimismo con población de diciembre de 2012:
- Chadakori 108,711
- Guidan Roumdji 95,791
- Guidan Sori 93,771
- Saé Saboua 99,638
- Tibiri 125,806[1]